# Лесковачки роштиљ
Лесковачки роштиљ представља скуп печених јела карактеристичних по љутом укусу, претежно сачињених од меса.
Лесковачки роштиљ базира се на свињском и јунећем месу. Чини га више врста јела печених на роштиљу у која спадају јела од млевеног меса: ћевапчићи, пљескавице и уштипци као и свеже и димљене кобасице, вешалице, мућкалица, ражњићи, а последњих деценија и пилећи батаци очишћени од костију и пилећа џигерица ролована у сланини. 
Лесковачка кухиња припада кухињама са највећим учешћем поврћа у виду великог броја различитих витаминских салата. Зачини који се користе су биљног порекла, такође пуни минерала и витамина. Масноће животињског порекла су заступљене у минималним количинама, а уље се користи искључиво у сировом стању. Љути додаци су необавезни. Лесковачки кулинарски специјалитети се припремају на отвореном жару, на ћумуру, што им обезбеђује изузетан укус и сочност. 
Познато је да су пре рата ћевабџије из Лесковца, мајстори у спремању ћевапчића, слали свеже кобасице ескпресним возовима у разне крајеве. 
У то време месо за ћевапчиће се сецкало на пању и од њега је спреман роштиљ. Сецкано је специјалним великим сатарама углавном јунеће месо. У историји Лесковца име Миодрага Глигоријевића Бурета памтиће се као име човека који је прославио град и омогућио да Лесковац у Србији и иностранству буде познат као колевка роштиља. У многим јеловницима у земљи и иностранству упућени су његови специјалитети као што су ћевапчићи, пљескавица, уштипак и мућкалица. 

## Припрема меса
Млевено месо се припрема тако што се насече на комаде и остави да одстоји, па се након крупног млевења опет оставља да одстоји на температури до 4°C око 24 сата, да би се затим поново самлело ситније и добро умесило уз додатак зачина и соде бикарбоне или минералне воде. Од овако припремљеног меса праве се ћевапчићи, пљескавице и лесковачки уштипци. Последњих деценија се додају и сојине љуспице због ниже цене, лакшег обликовања и мањег скупљања пљескавица и ћевапчића приликом печења.
Месо у комадима за вешалице, ражњиће и мућкалице, такође се спрема бар један дан унапред тако што се исече, зачини и сложи и остави на истој температури.